# Atletik under sommer-OL 1896
Under sommer-OL 1896, blev der konkurreret i 12 atletikkonkurrencer. Alle konkurrencerne, undtaget maratonløbet blev afholdt på Panathinaikos Stadion, som også var målet for maratonløbet. Konkurrencerne blev afholdt 6., 7., 9. og 10. april 1896 (eller 25. 26. 28. og 29. marts efter den julianske kalender, der den gang blev brugt i Grækenland). 63 atleter, alle mænd, fra ni nationer deltog. Dermed var atletik den mest internationale af de ni sportsgrene ved legene i 1896.
Det amerikanske hold på 10 mænd, som kun inkluderede én national mester, var dominerende og tog 9 af de 12 olympiske titler. Ingen verdensrekorder blev sat, da kun få internationale topatleter deltog.
100 meter løb var den første olympiske konkurrence, og vinderen af første heat, Francis Lane, kan derfor betragtes som den første olympiske vinder. Den første olympiske mester var vinderen af trespring, James Connolly. Connolly klarede sig også godt i andre springkonkurrencer. Han blev nummer 2 i højdespring og nummer 3 i længdespring.
Tom Burke vandt både 100 meter og 400 meter løb, noget der aldrig siden er blevet gentaget, mens Australieren Teddy Flack vandt 800 og 1500 meter løbene. Robert Garrett, en studerende på Princeton University, opnåede to første- og to andenpladser. Hans første sejr var i diskoskast, en disciplin dateret til det antikke Olympen, men aldrig før afholdt på internationalt plan. Garrett havde prøvet at træne til konkurrencen med en 10 kg tung diskos men gav op, da den var for tung. Da han fandt ud af, at den diskos der skulle konurreres med kun vejede 2 kg, deltog han i konkurrencen alligevel og vandt.
En anden konkurrence der blev afholdt for første gang som en international konkurrence var maratonløbet. Løbet blev planlagt af Michel Bréal, en af Pierre de Coubertins venner, baseret på legenden om Pheidippides. Denne athenske soldat løb først to dage for at få hjælp fra spartanerne mod perserne i Slaget ved Marathon, og derefter løb han fra Marathon til Athen for at annoncere sejren for derefter at falde død om. Løbet i 1896 startede i Marathon og fortsatte 40 kilometer over støvede gader til Athen. Det græske publikum, der var skuffet over, at der endnu ikke havde været en græsk sejr i atletik, var lykkelige, da det under løbet blev annonceret at en græsk løber havde taget føringen. Da Spiridon Louis, en vandbærer fra Maroussi, ankom på stadionet, fik han selskab af den græske kronprins på den sidste runde. Louis deltog aldrig igen i et løb, men hans sejr gjorde ham til en national helt.

## Maratonløbet

### Optakt til maratonløbet ved OL
Efter beslutningen i 1894 om at genoplive de olympiske lege gik forberedelserne i gang i Athen. En af konkurrencerne skulle være et "maratonløb" – en disciplin, der aldrig var blevet afholdt før. Det var blevet foreslået af franskmanden Michel Bréal, der var blevet inspireret af legenden om budbringeren Phidippedes, der løb fra byen Marathon til Athen for at overbringe meddelelsen om Athens sejr i Slaget ved Marathon.
Grækerne var meget entusiastiske omkring denne nye disciplin og besluttede at afholde udtagelsesløb for de græske deltagere. Disse løb blev arrangeret af en militær oberst, Papadiamantopoulos, der havde været Louis' officer under hans værnepligt i årene 1893-1895. Det første udtagelsesløb – det første maratonløb nogensinde – blev afholdt den 22. marts og blev vundet af Kharilaos Vasilakos på 3 timer og 18 minutter. Spiridon Louis detog i det andet løb, to uger senere. Papadiamantopoulos, der var bekendt med Louis' løbetalent, havde overtalt ham til at deltage, og Louis krydsede målstregen som nummer 5, efter vinderen Dimitrios Deligiannis.
Den 10. april skulle det olympiske maratonløb løbes. Det græske publikum, der var meget entusiastiske omkring legene, var skuffet over at ingen grækere på det tidspunkt havde vundet en atletikkonkurrence. Særligt smerteligt havde det været, at sejren i diskoskast, en klassisk græsk disciplin, var gået til amerikaneren Robert Garrett.
På grund af den tætte forbindelse med græsk historie var publikum desperate efter at maratonløbet blev vundet af en af deres landsmænd.

### Løbet
I Marathon gav oberst Papadiamantopoulos startsignal for det lille felt af løbere bestående af 13 grækere og 4 udlændinge. Løbet gik ad støvede grusveje, langs hvilke massevis af græske tilskuere havde taget opstilling. I starten førte franskmanden Albin Lermusiaux, der tidligere var blevet nummer 3 i 1500 meter-finalen.
I byen Pikermi gjorde Spiridon Louis holdt ved en lokal kro for at drikke et glas vin. Efter at have spurgt om, hvor langt de andre løbere var foran, erklærede han selvtillidsfuldt, at han ville overhale dem alle inden målet på det olympiske stadion.
Efter 32 km var Lermusiaux udmattet og var nødt til at udgå af løbet efter at være kollapset. Føringen blev overtaget af Teddy Flack, en australsk løber, der allerede havde vundet de olympiske 800 m og 1500 m-løb. Men Louis nærmede sig langsomt Flack, der ikke var vant til at løbe så lange distancer, og kun 4 kilometer fra mål kollapsede australieren, og da en græsk tilskuer prøvede at hjælpe ham, slog han tilskueren ned og Flack blev diskvalificeret.
Dermed var Louis i spidsen af løbet.
I mellemtiden var atmosfæren spændt på stadion, især efter at en cyklist havde meddelt nyheden om at den australske løber var i front. Men endnu en budbringer blev sendt af sted af politiet, så snart Louis havde overtaget føringen, og da rygtet spredtes at en græker førte løbet, begyndte de tusindvis af tilskuere at råbe "Hellene, Hellene!". Da Louis endelig ankom til stadion, brød folkemasserne ud i jubel, og de to græske prinser – kronprins Konstantin og prins Georg – løb den sidste omgang på stadion sammen med ham, inden han gik i mål i tiden 2,58,50. Kun ni af de sytten startende gennemførte løbet.
Louis' sejr var startskuddet til en vild fejring, beskrevet i legenes officielle rapport:
"Here the Olympic Victor was received with full honour; the King rose from his seat and congratulated him most warmly on his success. Some of the King’s aides-de-camp, and several members of the Committee went so far as to kiss and embrace the victor, who finally was carried in triumph to the retiring room under the vaulted entrance. The scene witnessed then inside the Stadion cannot be easily described, and even foreigners were carried away by the general enthusiasm."
Efter sigende tilbød kongen Louis at vælge hvad som helst som gave, og det eneste han kunne komme i tanke om var en æseltrukket kærre, der kunne være til hjælp i hans arbejde som vandbærer.
Festen blev ikke mindre af at de næste to løbere på stadion også var græske. Nummer 3, Spyridon Belokas, blev dog senere diskvalificeret, da man opdagede at han havde fået et lift undervejs, og tredjepladsen gik i stedet til ungareren Gyula Kellner.
Efter sejren modtog Louis mange gaver fra sine landsmænd. Der var tale om alt fra juveler til gratis barberinger hos en barber resten af livet. Det vides ikke, om Louis tog imod alle disse gaver, men kærren han havde fået af kongen fik han i hvert fald med hjem. Han trak sig derefter tilbage til sin hjemby og konkurrerede aldrig mere i løb. Han levede et stille liv som bonde, og senere som lokal politibetjent.

## Resultater
| Disciplin     | 1. plads                  | 2. plads                              | 3. plads                                                        |
| 100 meter     | Tom Burke USA             | Fritz Hoffmann Tyskland               | Francis Lane USA Alojz Sokol Ungarn                             |
| 400 meter     | Tom Burke USA             | Herbert Jamison USA                   | Charles Gmelin · Storbritannien                                 |
| 800 meter     | Teddy Flack Australien    | Nándor Dáni Ungarn                    | Dimitrios Golemis Grækenland                                    |
| 1500 meter    | Teddy Flack Australien    | Arthur C. Blake USA                   | Albin Lermusiaux · Frankrig                                     |
| 110 meter hæk | Thomas Curtis USA         | Grantley Goulding · Storbritannien    | Ingen tredjeplacered (1)                                        |
| Maraton       | Spiridon Louis Grækenland | Kharilaos Vasilakos Grækenland        | Gyula Kellner (2) Ungarn                                        |
| Højdespring   | Ellery Clark USA          | James Connolly USA Robert Garrett USA | Ingen tredjeplacered                                            |
| Stangspring   | Welles Hoyt USA           | Albert Tyler USA                      | Evangelos Damaskos Grækenland Ioannis Theodoropoulos Grækenland |
| Længdespring  | Ellery Clark USA          | Robert Garrett USA                    | James Connolly USA                                              |
| Trespring     | James Connolly USA        | Alexandros Touferis · Frankrig        | Ioannis Persakis Grækenland                                     |
| Kuglestød     | Robert Garrett USA        | Miltiades Gouskos Grækenland          | Georgios Papasideris Grækenland                                 |
| Diskoskast    | Robert Garrett USA        | Panagiotis Paraskevopoulos Grækenland | Sotirios Versis Grækenland                                      |

(1) Frantz Reichel (Frankrig) og Welles Hoyt (USA) havde kvalifisered sig til finalen, men kom ikke til start. Med kun to finaledeltagere blev det ingen tredjeplacered.
(2) Efter at det blev afsløret at Spyridon Belokas, som kom i mål på en tredjeplads, havde fået en tur med en vogn i dele af løbet, blev Belokas diskvalificeret og Kellners fjerde plads opgraderet til en tredjeplads.
Teddy Flack var i spidsen af løbet, men kun 4 kilometer fra mål kollapsede han, og da en græsk tilskuer prøvede at hjælpe ham, slog han tilskueren ned. Flack blev også diskvalificeret.

## Medaljer
| Medaljefordelingen ved OL 1896 - Atletik | Medaljefordelingen ved OL 1896 - Atletik | Medaljefordelingen ved OL 1896 - Atletik | Medaljefordelingen ved OL 1896 - Atletik | Medaljefordelingen ved OL 1896 - Atletik | Olympiske ringe |
| Nr.                                      | Land                                     | 1. pladser                               | 2. pladser                               | 3. pladser                               | Total           |
| ---------------------------------------- | ---------------------------------------- | ---------------------------------------- | ---------------------------------------- | ---------------------------------------- | --------------- |
| 1                                        | USA                                      | 9                                        | 6                                        | 2                                        | 17              |
| 2                                        | Australien                               | 2                                        | 0                                        | 0                                        | 2               |
| 3                                        | Grækenland                               | 1                                        | 3                                        | 6                                        | 10              |
| 4                                        | Ungarn                                   | 0                                        | 1                                        | 2                                        | 3               |
| 5                                        | Frankrig                                 | 0                                        | 1                                        | 1                                        | 2               |
|                                          | Storbritannien                           | 0                                        | 1                                        | 1                                        | 2               |
| 7                                        | Tyskland                                 | 0                                        | 1                                        | 0                                        | 1               |
| 8                                        | Danmark                                  | 0                                        | 0                                        | 0                                        | 0               |
| 9                                        | Sverige                                  | 0                                        | 0                                        | 0                                        | 0               |
| Total                                    | Total                                    | 22                                       | 24                                       | 22                                       | 68              |

## Danmarks deltagelse i atletik ved sommer-OL 1896
Der var ikke meget succes for Danmarks tre atleter i 100 meter eller diskoskast. Viggo Jensen blev nr. 4 i kuglestød som det bedste danske resultat i atletik.
| Disciplin | Placering | Atlet         | Resultat | Finale          |
| --------- | --------- | ------------- | -------- | --------------- |
|           |           |               |          |                 |
| 100 meter | –         | Eugen Schmidt | Ukendt   | Gik ikke videre |
|           |           |               |          |                 |

| Disciplin  | Placering | Atlet          | Resultat |
| ---------- | --------- | -------------- | -------- |
|            |           |                |          |
| Kuglestød  | 4.        | Viggo Jensen   | Ukendt   |
|            |           |                |          |
| Diskoskast | –         | Viggo Jensen   | Ukendt   |
| Diskoskast | –         | Holger Nielsen | Ukendt   |
|            |           |                |          |